# Oglasa junctisigna
Oglasa junctisigna là một loài bướm đêm trong họ Noctuidae.